# 小城广场

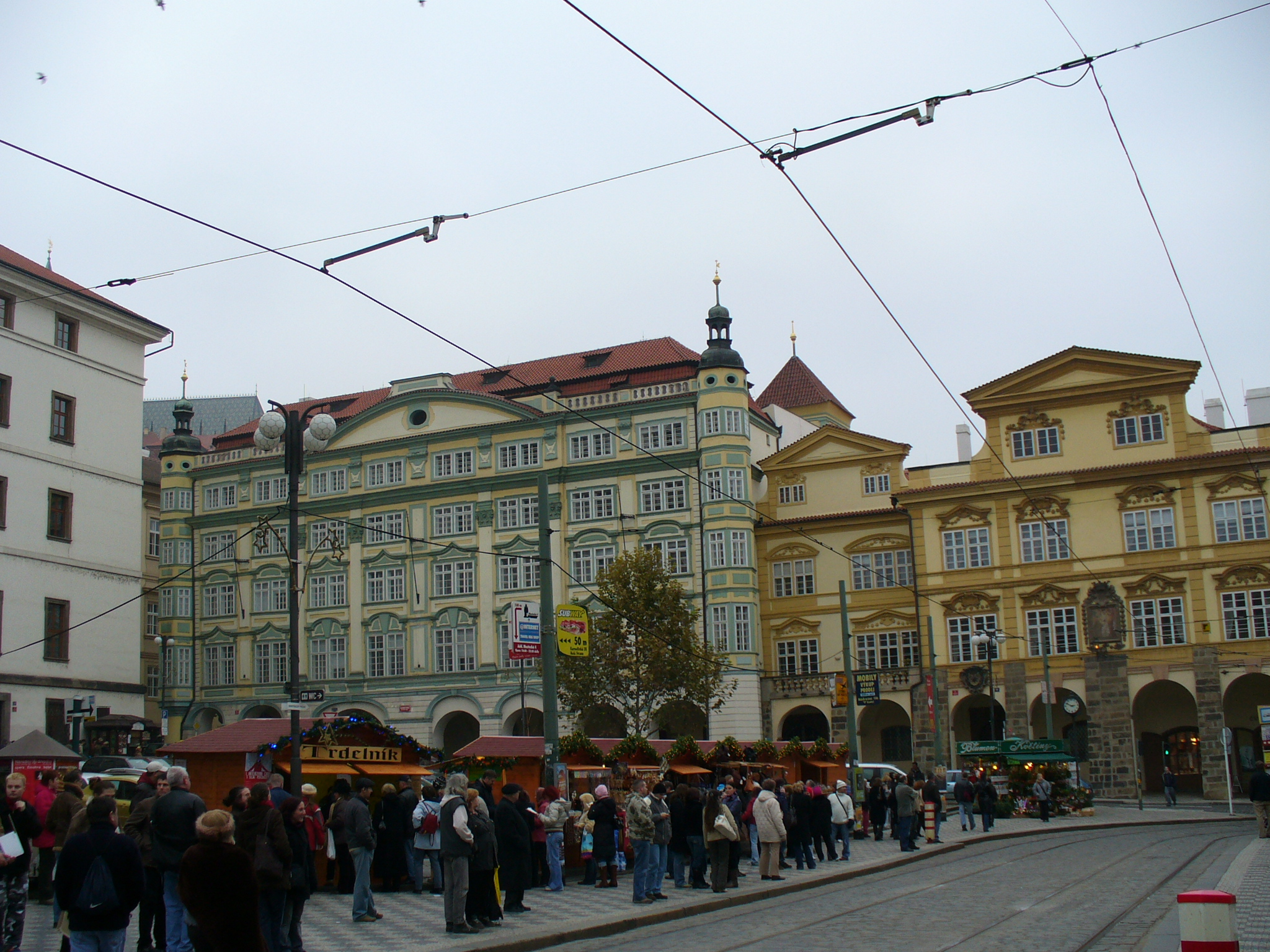
广场下部，左侧Smiřických宫

小城广场（Malostranské náměstí）是捷克首都布拉格小城区中心的一个广场，被巴洛克式的圣尼古拉教堂分为上下两个部分，该教堂不仅俯视着小城区，而且俯视着整个布拉格。广场周边有一系列的历史宫殿和保护建筑。沿着伏尔塔瓦河的电车线路经过广场下部，与从老城通过查理大桥到布拉格城堡，穿越旧布拉格主要的旅游路线皇家线路（královská cesta）在此交汇。
在过去，像其他所有布拉格广场，这个广场也用作市场，以及种社会活动（例如执行绞刑）。广场上部也称为 Vlašský 广场，因为外国商人在此出售进口商品。
广场东面的37号，Kaiserstein宫，从1908年和1914年，歌剧演唱家Ema Destinnová居住在此。
目前，该广场主要是用于文化，贸易和旅游，布拉格查理大学数理系大楼，许多餐厅和其他精彩的旅游景点，都吸引着参观老布拉格的游客。